# Frente Popular Galega
Frente Popular Galega (Frente Popular Gallego) es una organización política gallega, de ideología comunista, feminista e independentista. Su órgano de expresión es Espiral.
Su acción política se guía por los principios de «independencia nacional, socialismo, anticolonialismo, democracia popular, anti-imperialismo, solidaridad internacionalista y auto-organización».
Su organización juvenil entre 2004 y 2013 fue Adiante, disuelta en 2013. A las pocas semanas de la disolución de Adiante nacía Xeira, que celebró su Congreso Constituyente en Vigo el 21 de diciembre de 2013.

## Historia

### Fundación
Cuando en 1986 la Unión do Povo Galego (UPG) aceptó la participación del BNG en el Parlamento de Galicia, trece miembros de su Comité Central, liderados por Mariano Abalo, entonces secretario general de la UPG, y Xan Carballo, dejaron el Partido, constituyendo el Colectivo Comunista 22 de Marzo, que el 25 de julio de ese mismo año se transformó en Partido Comunista de Liberación Nacional (PCLN).
La III Asamblea Nacional del BNG expulsó al PCLN de la coalición por pedir el voto para la candidatura de Herri Batasuna en las elecciones al Parlamento Europeo de 1987, en detrimento de la del BNG, que también se presentaba.
Ese año el PCLN y Galiza Ceive-OLN, junto con otras organizaciones menores de carácter local como los Colectivos Nacionalistas de Trasancos y Vigo, los Grupos Independentistas Galegos de Santiago de Compostela y el colectivo "Iskeiro" de Ferrol, formaron la FPG. Su presentación pública tuvo lugar el 10 de marzo de 1988 y la Asamblea Constituyente se celebró los días 16 y 17 de julio de 1988.

### La Posición Soto

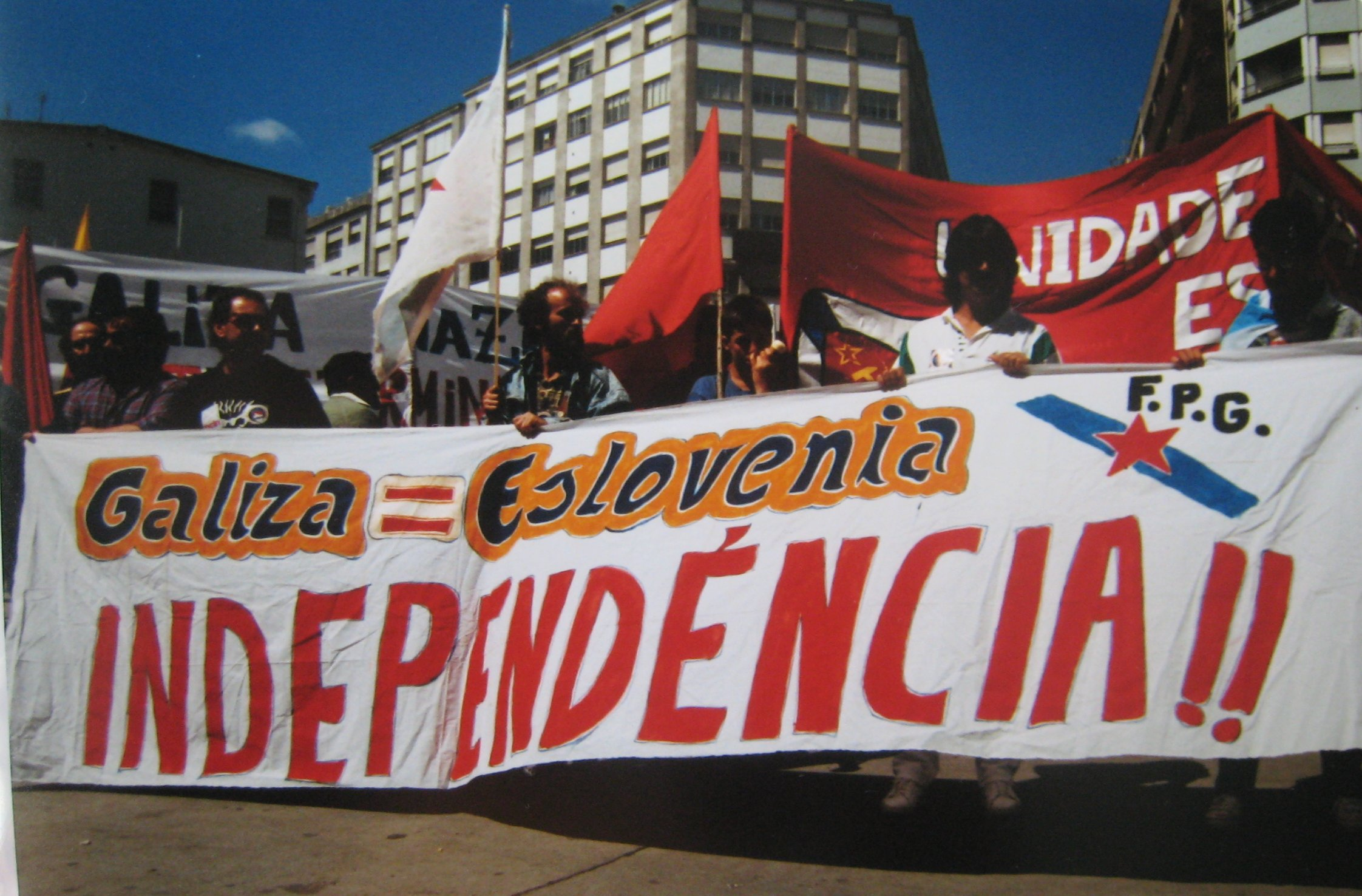
Pancarta del FPG en la manifestación del Día da Patria de 1991, en Santiago de Compostela.

Durante 1989 surgen las primeras tensiones internas en la FPG, especialmente a raíz de la campaña de lucha armada llevada a cabo por el Exército Guerrilheiro do Povo Galego Ceive (EGPGC), de los que se desvinculó el PCLN y, más especialmente, Mariano Abalo. En junio de 1989 los sectores que apoyaban las acciones del EGPGC se escindieron de la FPG para constituir la Assembleia do Povo Unido (APU), y la FPG se inscribió en el registro de partidos políticos del Ministerio del Interior.
En la II Asamblea Nacional de la FPG, celebrada en 1992, se retoman los contactos con la UPG y se refuerza la línea leninista, apostando también por el mantenimiento de una alternativa autónoma, crítica y autocrítica con su entorno político y consigo misma. También ese año, el grupo editor de la revista Espiral, liderado por el escritor Xosé Luís Méndez Ferrín, se incorporó al FPG.
En 1994, Mariano Abalo anuncia que la FPG deja de ser una organización frentista y se convierte en una organización obrera de carácter partidario, postulada en favor de la «República Popular Galega» y de un Estado socialista.
La llamada «Posición Soto» marcó el horizonte estratégico de esa nueva etapa, en la que se intentó una aproximación al Bloque Nacionalista Galego (BNG), llegando a solicitar formalmente su integración, sin éxito, en 1994. En la referida «Posición Soto», en la década de 1990, la FPG propuso un frente amplio que incluyera todo el espectro a la izquierda del PSOE con presencia en Galicia como el BNG, el Partido Socialista Galego-Esquerda Galega (PSG-EG), la Assembleia do Povo Unido (APU), el Partido Galeguista, Esquerda Unida (EU), el Partido Comunista do Povo Galego (PCPG), Inzar y el PCE(r), entre otras fuerzas.

### El frente amplio de izquierdas
Desde 2007 la FPG se presenta a las elecciones municipales en Cangas de Morrazo coaligados con Esquerda Unida (sección gallega de IU) y el Partido Comunista do Povo Galego (antigua sección del PCPE en Galicia), bajo el nombre de Alternativa Canguesa de Esquerdas (ACE).
El 5 de junio de 2010 la FPG participó en el acto de Refundando a Esquerda, organizado por EU, que se celebró en el Teatro Principal de Santiago de Compostela y que contó también con la presencia de otras organizaciones como el sindicato CUT, la Marcha Mundial das Mulleres y otras personas a título individual. En aquel acto, el secretario general de la FPG, recordó procesos pasados de concentración de la izquierda como el Frente Popular en la década de 1930 a nivel estatal.
En 2011 el FPG se presentó por primera vez en Redondela, obteniendo 613 votos y quedándose muy cerca de conseguir un concejal. También se presentó por segunda vez en Vigo, mejorando levemente sus resultados.
El 12 de mayo de 2012 se celebró una Conferencia Nacional de la FPG en la que se apostó por la construcción de un nuevo referente político en defensa de los intereses de las clases populares gallegas. En ella, se reconoció el trabajo comarcal y local de base en torno a un Novo Proxecto Común (nuevo proyecto común), con lo cual se apostó por trabajar a fondo en las asambleas abiertas y democráticas, considerando que daban garantías de representatividad a la militancia de base.
En agosto de 2012, la FPG anunció un acuerdo con Esquerda Unida (EU) para avanzar an la unidad de acción dentro de un proyecto más amplio con las coordinadas puestas en la izquierda y en la autodeterminación de Galicia, reafirmándose en su línea histórica de unir soberanía nacional y lucha de la clase obrera.
Desde las elecciones al Parlamento de Galicia de 2012 se presenta dentro de Anova-Irmandade Nacionalista y pide el voto para esta formación o la coalición electoral que integre.,

## Evolución del voto
En los resultados que se muestran a continuación se suman los votos de ACE con los del FPG en otros ayuntamientos.
| Elecciones                                  | Votos | %    | Diputado(s) |
| ------------------------------------------- | ----- | ---- | ----------- |
| Elecciones al Parlamento de Galicia de 1997 | 3.395 | 0.22 | 0           |
| Elecciones al Parlamento de Galicia de 2001 | 3.176 | 0.21 | 0           |
| Elecciones al Parlamento de Galicia de 2005 | 2.982 | 0.18 | 0           |
| Elecciones al Parlamento de Galicia de 2009 | 2.903 | 0.17 | 0           |

| Elecciones                                | Votos | % (en Galicia) | Concejal(es) |
| ----------------------------------------- | ----- | -------------- | ------------ |
| Elecciones municipales españolas de 1999  | 645   | 0.04           | 1            |
| Elecciones municipales españolas de 2003  | 967   | 0.06           | 1            |
| Elecciones municipales españolas de 2007  | 2.434 | 0.14           | 2            |
| Elecciones municipales españolas de 2011. | 2.924 | 0.19           | 2            |

## Enlaces
- Web oficial del Frente Popular Galega (en gallego)
- Web oficial de Alternativa Canguesa de Esquerdas (en gallego)

- Datos: Q3291820